# Meißeln
Das Meißeln ist ein Fertigungsverfahren der Hauptgruppe Trennen, das zum Zerspanen mit geometrisch bestimmter Schneide zählt. Nach DIN 8589 dient es zur Erzeugung beliebiger Werkstückoberflächen, wobei die Späne durch Schlagen auf das Werkzeug (Meißel) abgetrennt werden. Der Meißel wird dabei unter einem steilen Winkel zur Werkstückoberfläche angesetzt.